# Vorwarnzeit
Die Vorwarnzeit beschreibt die Zeit zwischen dem Bekanntwerden eines Ereignisses und ihrem wirklichen Geschehen. Je größer der Zeitraum zwischen beiden ist, desto größere und bessere Gegenmaßnahmen, wie zum Beispiel Evakuierungen oder Mobilmachungen, können eingeleitet werden.
Im Kalten Krieg bedeutete die Vorwarnzeit das Erkennen eines Angriffes mit Kernwaffen durch Bomber und Interkontinentalraketen. Heute wird der Begriff hauptsächlich in der Erdbebenforschung oder auf Gebieten der Gefahrenabwehr, wie der Terrorismusbekämpfung, verwendet.